# Calchas

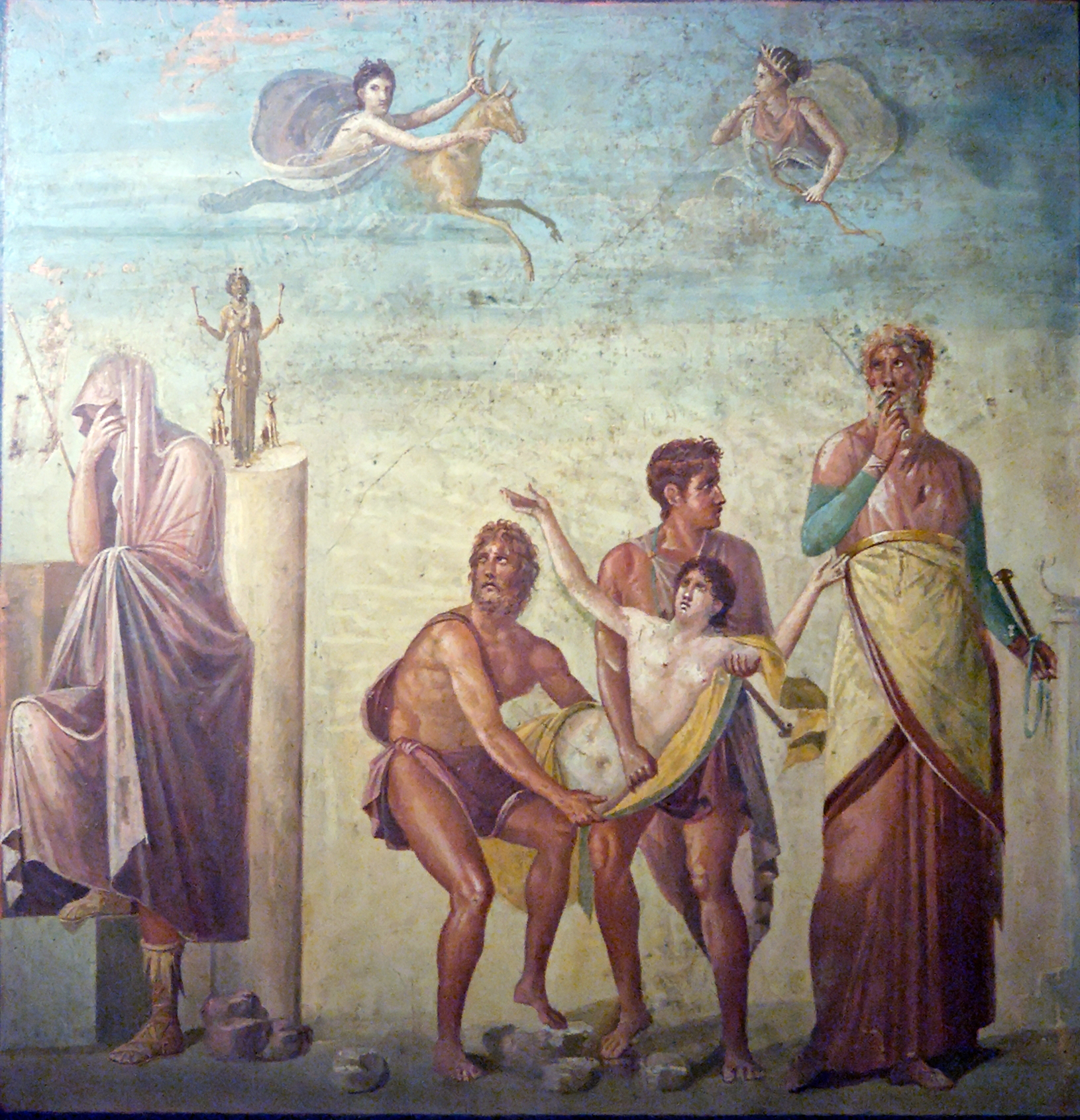
Calchas làm chủ trì lễ hiến tế Iphigenia, con gái của Agamemnon.

Calchas (/ˈkælkəs/; tiếng Hy Lạp cổ: Κάλχας, Kalkhas) là một nhà tiên tri mù trong thần thoại Hy Lạp. Calchas xuất hiện trong những cảnh mở đầu của sử thi Iliad của Homer. Ông đã giúp đỡ những chiến binh Hy Lạp bằng khả năng tiên đoán kì diệu của mình trong chiến tranh thành Troy.
Calchas cũng là nhân vật trong một vở kịch của William Shakespeare là Troilus và Cressida.

## Gia đình
Calchas là con trai của Polymele với Thestor, cháu trai của nhà tiên tri Idmon. Ông còn là anh trai của Leucippe, Theonoe, và Theoclymenus.

## Sự nghiệp
Calchas đã tiên đoán rằng để có thể cho các chiến thuyền của quân Hy Lạp được thuận buồm xuôi gió từ Aulis đến thành Troy, Agamemnon sẽ phải hiến tế con gái của ông là Iphigenia để đền tội với nữ thần Artemis vì ông đã xúc phạm Artemis trước kia. Calchas cũng tiên đoán rằng thành Troy sẽ bị lật đổ vào năm thứ mười của cuộc chiến thành Troy.
Trong vở bi kịch Ajax của Sophocles, Calchas tiên tri cho Teucer biết rằng người rời khỏi doanh trại của mình trước ngày kết thúc sẽ chết đầu tiên.

### Iliad
Trong Iliad, Calchas được lựa chọn để trở thành người nói ra phán truyền của các thần Olympia. Agamemnon là người hoài nghi nhiều nhất về những lời tiên đoán của ông. Trước khi tới thành Troy, Agamemnon phải hiến tế người con gái của ông là Iphigenia cho nữ thần Artemis để đoàn thuyền chiến Hy Lạp được thuận buồm xuôi gió theo như lời tiên đoán của Calchas.
Đến khi tới năm thứ mười của chiến tranh thành Troy, Agamemnon đã cướp lấy con gái của Chryses (một người trông coi đền thờ thần Apollo) là Chryseis làm nữ tì và xúc phạm tới Chryses. Vì thế, Chryses đã cầu xin thần Apollo hãy giáng một bệnh dịch xuống quân đội Hy Lạp. Sau mười ngày triền miên xảy ra bệnh dịch, tướng Achilles đã buộc phải họp lại các tướng trong quân đội Hy Lạp để tìm hiểu rõ nguyên nhân. Anh cũng cho mời Calchas tới để hỏi ông xem vì sao lại xảy ra dịch bệnh. Trước khi nói ra lời tiên đoán, Calchas yêu cầu Achilles hãy bảo vệ ông, rồi ông mới nói rằng Agamemnon cần phải trả lại nữ tì Chryseis cho cha cô là Chryses để chấm dứt tai họa. Agamemnon tỏ ra không bằng lòng, ông nói những lời tiên tri của Calchas là không đúng sự thật. Achilles đứng ra bênh vực Calchas rồi dẫn tới cuộc cãi nhau giữa anh với chủ tướng Agamemnon. Cuối cùng, Agamemnon đã trả lại Chryseis cho Chryses, nhưng đổi lại, ông cướp lấy nữ tì Briseis của Achilles để khỏi bị thiệt. Chính vì vậy, Achilles tức giận rời khỏi quân đội Hy Lạp.
Sau đó, thần biển cả Poseidon giả dạng là nhà tiên tri Calchas để kích động quân đội Hy Lạp trong khi thần Zeus không quan sát trận chiến.

### Posthomerica
Theo Posthomerica, Calchas nói rằng quân đội Hy Lạp có thể thuyết phục Achilles quay trở về thành Troy chiến đấu. Chính ông chứ không phải hoàng tử Helenus con của vua Priam thành Troy (như được đề cập đến trong trong vở kịch Philoctetes của Sophocles) tiên đoán đoán rằng thành Troy sẽ chỉ thất thủ khi quân đội Hy Lạp có thể thuyết phục  Philoctetes tham chiến cùng họ. Theo lời khuyên của ông, quân đội Hy Lạp nên tạm dừng trận chiến, mặc dù Neoptolemus đang tàn sát quân Troy. Ông cũng nói rằng thành Troy dễ bị lật độ bằng chiến lược khôn ngoan hơn là sử dụng vũ lực. Ông còn tán thành đề xuất của tướng Odysseus rằng con ngựa thành Troy sẽ thành công xâm nhập vào thành Troy. Calchas cũng tiên đoán được Aeneas sẽ sống sót sau trận chiến và sẽ tìm tới đô thành mới, nên ông khuyên quân đội Hy Lạp không được giết anh.

## Cái chết
Calchas chết trong nỗi tủi nhục ở thành Colophon, Tiểu Á một thời gian ngắn sau chiến tranh thành Troy (như đã được kể trong Cyclic Nostoi và Melampodia): nhà tiên tri Mopsus đánh bại ông một cuộc thi tiên tri, mặc dù Strabo đã để lời tiên tri của Calchas trên núi Gargano ở Magna Graecia.
Người ta cũng kể rằng Calchas chết vì cười khi ông nghĩ một nhà tiên tri khác đã dự đoán sai về cái chết của mình. Nhà tiên tri này đã tiên đoán rằng Calchas sẽ không bao giờ uống rượu nho do chính tay ông trồng. Calchas đã tự trồng cây nho và tự ép thành rượu rồi mời nhà tiên tri đó uống cùng. Calchas giữ bình rượu trong tay còn nhà tiên tri nọ nhắc lại lời nói của mình. Những lời này làm cho Calchas cười đến chết.
Theo dị bản sau của thần thoại ra đời vào thời trung cổ, Calchas được miêu tả là lính của thành Troy đi đào ngũ và là cha của Chryseis, ở đây cô được gọi là Cressida.